# (18169) Amaldi
(18169) Amaldi ist ein Asteroid des äußeren Hauptgürtels, der von dem italienischen Amateurastronomen Vincenzo Silvano Casulli am 20. August 2000 am Osservatorio di Colleverde (IAU-Code 596) entdeckt wurde. Das von Casulli gegründete Observatorium befand sich von 1981 bis 2003 in der Stadt Guidonia Montecelio in der damaligen Provinz Rom, der heutigen Metropolitanstadt Rom. Sichtungen des Asteroiden hatte es vorher schon gegeben: am 17. Oktober 1950 unter der vorläufigen Bezeichnung 1950 UA am Goethe-Link-Observatorium in Indiana, am 18. und 24. November 1984 (1984 WQ) an der Anderson Mesa Station des Lowell-Observatoriums im Coconino County, Arizona sowie am 22. und 24. Mai 1998 (1998 KR17) an der Lincoln Laboratory Experimental Test Site (ETS) in Socorro, New Mexico im Rahmen des Projektes Lincoln Near Earth Asteroid Research (LINEAR).
Im Oktober 2006 versuchte Casulli die Lichtkurve des Asteroiden zu bestimmen. Die Daten waren für eine verlässliche Aussage jedoch zu ungenau.
(18169) Amaldi wurde am 6. April 2012 nach dem italienischen Physiker Edoardo Amaldi (1908–1989) benannt, der mit Enrico Fermi zusammenarbeitete und unter anderem Gründer des Istituto Nazionale di Fisica Nucleare war sowie der erste Generaldirektor des CERN.